# Canones Apostolorum
Die Canones Apostolorum sind eine kleine Kanones-Sammlung, die vermutlich in Syrien im 4. Jahrhundert entstand und in verschiedenen Übersetzungen (Griechisch, Syrisch, Arabisch, Äthiopisch, Latein) eine weite Verbreitung fanden.
Die 85 Kanones behandeln Fragen der Kirchendisziplin, ganz überwiegend in Bezug auf den Klerus. Der letzte Kanon enthält eine Liste der kanonischen Bücher der Bibel. In den Ostkirchen sind die Canones Apostolorum spätestens seit dem Quinisextum eine anerkannte Quelle des Kirchenrechts. In der Westkirche waren die ersten 50 Kanones in lateinischer Übersetzung des Dionysius Exiguus bekannt, der sie auch in seine Sammlung (die Dionysiana) aufnahm, von wo aus sie in sehr viele Kirchenrechtssammlungen des Mittelalters übernommen wurden. Bereits Dionysus hatte aber Bedenken gegenüber der Gültigkeit der Canones Apostolorum, und das Decretum Gelasianum zählte sie zu den apokryphen Schriften. Einige der enthaltenen Rechtsvorschriften, z. B. zur Unauflöslichkeit der Ehe von Priestern (c. 6), wurden in der Westkirche später abgeschafft.

## Editionen
- Franz Xaver von Funk (Hrsg.): Didascalia et constitutiones apostolorum. Paderborn 1905 (archive.org [abgerufen am 1. Juni 2022]). [Griechisch und Latein.]
- Cuthbert Turner (Hrsg.): Ecclesiae occidentalis monumenta iuris antiquissima [...] Vol. 1, fasc. 1, part 1. Clarendon, Oxford 1899, S. 1–34 (archive.org [abgerufen am 3. Juni 2022]). [Lateinische Übersetzung des Dionysus Exiguus; siehe auch die Ergänzungen in Faszikel 2 (1913) mit der Paginierung E*-E*3 und 32a-32nn.]